# Axima Concept
Pour les articles homonymes, voir Axima.
Axima Concept, ou simplement Axima, est une entreprise française, filiale d'Equans (entreprise de services multitechniques du groupe Bouygues), spécialisée dans le génie climatique, la réfrigération et la sécurité incendie.

## Histoire
Axima trouve son origine dans la société Rineau, créée en 1861 en Vendée.

### Rineau Frères, une société familiale nantaise (1861-1988)
En 1861, Firmin Rineau crée son entreprise de chauffage, couverture et plomberie pour particuliers en Vendée. Il étend son activité en équipant de chauffage les résidences secondaires des Parisiens à La Baule.
Au début du XXe siècle, en 1901, l'entreprise F. Rineau débarque à Nantes après avoir remporté le projet de couverture de la gare ferroviaire de Nantes-État. Elle s'installe en face du chantier, boulevard Babin-Chevaye. En 1912, la société devient l'entreprise F. Rineau et Fils. En 1917, les fils Rineau, Abel et Marcel, formés aux Arts et Métiers d'Angers, développent une nouvelle branche de l'entreprise familiale en ouvrant une usine de fabrication d'outils coupants, rue Ledru-Rollin à Nantes, qu'ils dénomment L'Outillage Armor. Cette nouvelle activité répond à un besoin des chantiers navals et de la plateforme aéroportuaire,. En 1922, l'entreprise F. Rineau et Fils devient Rineau Frères. La société Rineau grandit avec d'importants projets tels que la réfection de bâtiments prestigieux.
Dans les années 1950, Rineau s'exporte à l'international, notamment au Moyen-Orient et en Algérie. Elle possède alors des sites de production à Paris et dans le grand ouest, tout en conservant des bureaux d'études à Nantes.

### Rineau puis Axima, une société multiservices (depuis 1988)
En 1988, Rineau Frères est racheté par la société belge Fabricom (Groupe Suez) et prend une autre dimension. En 1991, Rineau prend la majorité du capital de Quiri Réfrigération, l'activité froid industriel de l'entreprise alsacienne Quiri. En 1995, la société Établissements Rineau Frères filialise Outillage Armor, sa branche d'activité de fabrication d'outillage et de traitement des métaux, en vue de la vendre. C'est chose faite deux ans plus tard, Outillage Armor étant vendue au Crédit Européen au Luxembourg. 
En 1998, Fabricom acquiert Sulzer Infra SA, filiale française du groupe suisse Sulzer. Cette société qui exerce son activité dans le génie climatique, la protection incendie et les services de maintenance réalise 730 millions de francs de chiffre d'affaires avec un effectif de 800 salariés en 1997. Rineau reprend ainsi 100 % du capital de Sulzer Infra qui est rebaptisée Sunau. Rineau et Sunau réalisent une fusion-absorption fin 1998. Rineau, qui réalisait 924 millions de francs d'activité en 1997, avec 1 100 salariés, dont 400 à Nantes et 700 dans les grandes villes françaises, double ainsi de taille. Le siège social de la nouvelle société reste à Nantes.
En 2000, Rineau fusionne avec Axima, société belge spécialisée dans la maintenance et la technique, et GTI (Pays-Bas). Le nouvel ensemble prend en 2001 le nom d'Axima et devient la branche génie climatique, maintenance technique, froid et sécurité incendie de Fabricom et du groupe Suez,. Axima crée trois marques commerciales : Axima Contracting pour le génie climatique, Axima Actis pour la protection automatique incendie et Axima Services pour la gestion d'installations techniques.
En 2005, Axima intègre Suez Energie Services (SES), la nouvelle structure du groupe Suez qui rassemble les sociétés d'installation et de services énergétiques.
En 2010, Axima fusionne avec Seitha, autre filiale de la branche énergie du groupe GDF-Suez. Le tout représente un chiffre d'affaires cumulé de 850 millions d'euros et emploie plus de 5 000 salariés. Les sociétés fusionnées réalisent environ mille chantiers par an en installation et maintenance en génie climatique, réfrigération et protection incendie. L'année suivante, Axima Seitha absorbe Omega Concept, spécialisé dans l'installation et la maintenance de machines et d'équipements mécaniques, également filiale de GDF Suez Energies Services France. En 2012, l'entreprise Axima Seitha est renommée Axima Concept. Elle adopte la même année la marque Cofely, commune aux services énergétiques BtoB de GDF Suez, et l'accole à son nom.
En 2016, Cofely Axima devient Engie Axima, après le changement de nom du groupe GDF Suez qui est devenu Engie l'année précédente. En janvier 2020, la marque Axima est remplacée par la marque unique Engie Solutions, la nouvelle entité commune des services BtoB du groupe Engie. En décembre 2021, Axima Concept rejoint la nouvelle société Equans, créée par Engie dans la perspective de vendre sa branche de services multitechniques. Equans intègre le groupe Bouygues en octobre 2022.

## Activités
Axima exerce son activité dans le domaine du bâtiment, dans le second œuvre. Elle réalise des installations :
- de génie climatique, de plomberie, de couverture-bardage, de fluides spéciaux et de gestion technique centralisée,
- de protection automatique contre l'incendie,

Elle fait également de la maintenance d'installations, la gestion et garantie totale d'installations techniques.
Elle possède la filiale Axima Réfrigération France (ex-Quiri Réfrigération), spécialisée dans la réfrigération et le froid industriel.
En février 2024, la filiale Axima Nucléaire est créée, spécialisée dans le génie climatique pour les installations nucléaires.

## Organisation

### Siège
Le siège social d'Axima Concept est situé dans les locaux d'Equans au 49-51 rue Louis-Blanc à Courbevoie depuis 2022.

### Résultats financiers
Les données financières suivantes sont indiquées en millions d'euros.
| Années             | 2016 | 2017 | 2018 | 2019  | 2020  | 2021  | 2022  | 2023  | 2024  |
| ------------------ | ---- | ---- | ---- | ----- | ----- | ----- | ----- | ----- | ----- |
| Chiffre d'affaires | 964  | 857  | 845  | 1 075 | 887   | 805   | 1 095 | 1 196 | 1 521 |
| Résultat net       | 47,8 | 38,9 | 19,4 | 22,3  | -2,92 | -12,7 | 16,2  | -27,5 | 57,7  |

### Effectifs
| Années            | 2016  | 2017  | 2018  | 2019  | 2020  | 2021  | 2022  | 2023  | 2024  |
| ----------------- | ----- | ----- | ----- | ----- | ----- | ----- | ----- | ----- | ----- |
| Nombre d'employés | 5 478 | 5 509 | 5 699 | 5 961 | 6 094 | 6 121 | 6 234 | 6 268 | 6 513 |

## Identité visuelle (logo)

Ancien logo de l'Entreprise F. Rineau.
Ancien logo de l'Entreprise Rineau frères.
Logo des Établissements Rineau frères de 1976 à 1980.
Logo de Rineau Frères de 1988 à 1997.
Logo de Rineau de 1999 à 2001.

Logo d'Axima de 2001 à 2005.
Logo d'Axima de 2005 à 2007.
Logo d'Axima de 2007 à 2009.
Logo d'Axima de 2009 à 2010.
Logo d'Axima Seitha de 2010 à 2012.
Logo de Cofely Axima de 2012 à 2016.
Logo d'Engie Axima de 2016 à 2020.
Logo d'Engie Solutions utilisé de 2020 à 2021.
Logo d'Axima depuis 2021.

## Controverses
Le 28 janvier 1972, se déclenche dans les combles de la Cathédrale Saint-Pierre-et-Saint-Paul de Nantes un gigantesque incendie dû à la mauvaise manipulation d'un chalumeau par Clair Brevet, ouvrier couvreur de Rineau Frères. Les pompiers parviennent à maîtriser le sinistre, mais la charpente est largement détruite, et de nombreux autres dommages sont à déplorer. Les suites judiciaires qui seront données à cette affaire après huit ans de procédure concluront à la responsabilité de l'État (et non celle de l'entreprise nantaise Rineau Frères) qui sera finalement condamné à payer les dégâts. Les juges reprocheront en effet à l'État de ne pas avoir fait nettoyer la poussière (matière très inflammable) qui s'y était accumulée depuis des décennies avant d'y envoyer des ouvriers.